# Stanislaus Tobias Magombo
Stanislaus Tobias Magombo (Matowe Village (Dedza), 24 februari 1968 - Mtengowanthenga (Dowa), 6 juli 2010) was een Malawische rooms-katholieke bisschop.
Magombo werd in 1996 tot priester gewijd. Hij werkte eerst als parochiepriester in Ntcheu (1998-1999) en als rector van het Kleinseminarie St. Kizito (2001-2005). Hij was ook de nationale secretaris voor de pastoraal en adjunct-secretaris-generaal van de bisschoppenconferentie in Malawi (2003-2009).
Op 29 april 2009 werd hij tot titulair bisschop van "Caesarea in Mauritania" (Cherchell) en tot hulpbisschop voor het bisdom Lilongwe benoemd en op 1 juli in de kathedraal van Lilongwe gewijd. Zijn benoeming gebeurde niet zonder enige turbulentie. Eerst was hij voorbestemd om bisschop van Dedza te worden, maar dit stuitte op protest van een aantal priesters. En toen hij dan tot hulpbisschop van Lilongwe werd benoemd was er opnieuw protest omdat hij een 'vreemde' was. Een meerderheid van priesters van dit bisdom verweet hun bisschop dat hij iemand uit een ander bisdom had aangetrokken en wilden die niet als hun mogelijk toekomstige bisschop erkennen.
Toen in 2006 verschillende islamitische en christelijke groepen op scherpe toon opriepen tot een verbod van de film De Da Vinci Code in Malawi, verklaarde Magombo dat hij daar geen noodzaak toe zag.
Magombo overleed, slechts 42 jaar oud, na een korte ziekte, in het Missiehospitaal Mtengowanthenga in Dowa. Hij was nog aanwezig geweest op 26 juni, samen met de andere bisschoppen en met 350 priesters op een manifestatie ter gelegenheid van de afsluiting van het Jaar van de priester, in het Civostadium in Lilongwe.